# Andrea Gadaldi
Andrea Gadaldi (Leno, 25 agosto 1907 – Brescia, 16 gennaio 1993) è stato un dirigente sportivo, allenatore di calcio e calciatore italiano, di ruolo difensore. Capitano della Roma negli anni trenta.

## Carriera
Crebbe nel Brescia nel quale esordì diciottenne in Prima Divisione il 13 dicembre 1925 in Brescia-Pisa (2-0), col Brescia disputò gli ultimi quattro Campionati della Divisione Nazionale prima di disputare la stagione 1929-1930, la prima in assoluto della nuova serie a girone unico che sostituì la Divisione Nazionale. Retrocedette in Serie B nel 1931-1932, ma prontamente la squadra lombarda riconquistò la massima serie.
Nell'estate del 1928, in agosto e settembre, partecipò alla tournée del Brescia in America, giocando otto gare su dieci.
Nel 1933 passò alla Roma della quale divenne in seguito capitano, con i giallorossi giocò 180 partite, e segnò 3 reti.
Terminò la carriera nel 1942, dopo aver giocato due stagioni in Serie B nella squadra della sua città. In totale nel Brescia disputò 204 incontri di Campionato e realizzò 3 reti.
Dopo la fine della carriera agonistica ebbe esperienze come direttore sportivo, dirigente e per un anno anche allenatore, sempre con il Brescia, nella stagione 1947-1948 e per sole tre giornate nel 1960-1961.

## Statistiche

### Presenze e reti nei club
| Stagione  | Squadra | Campionato | Campionato | Campionato |
| Stagione  | Squadra | Comp       | Pres       | Reti       |
| --------- | ------- | ---------- | ---------- | ---------- |
| 1925-1926 | Brescia | 1ª Div     | 2          | 0          |
| 1926-1927 | Brescia | DN         | 2          | 0          |
| 1927-1928 | Brescia | DN         | 7          | 0          |
| 1928-1929 | Brescia | DN         | 24         | 0          |
| 1929-1930 | Brescia | A          | 26         | 1          |
| 1930-1931 | Brescia | A          | 31         | 0          |
| 1931-1932 | Brescia | A          | 34         | 0          |
| 1932-1933 | Brescia | B          | 27         | 0          |
| 1933-1934 | Roma    | A          | 14         | 0          |
| 1934-1935 | Roma    | A          | 30         | 0          |
| 1935-1936 | Roma    | A          | 21         | 1          |
| 1936-1937 | Roma    | A          | 29         | 2          |
| 1937-1938 | Roma    | A          | 30         | 0          |
| 1938-1939 | Roma    | A          | 28         | 0          |
| 1939-1940 | Roma    | A          | 27         | 0          |
| 1940-1941 | Brescia | B          | 31         | 1          |
| 1941-1942 | Brescia | B          | 20         | 0          |